# Beriev MDR-5
Le Beriev MDR-5 est un hydravion à coque bimoteur entièrement métallique. Il est élaboré à la fin des années 1930 dans le cadre d'un programme de création d'un hydravion de reconnaissance à long rayon d'action. Deux prototypes du MDR-5 sont construits.

## Description et exemplaires
Le MDR-5 est un hydravion à aile haute de structure cantilever. L'épaisseur des ailes diminue régulièrement du centre vers les extrémités dont les saumons sont de forme effilée. La dérive horizontale reproduit le même dessin que les ailes. Elle est placée en hauteur sur la dérive verticale et soutenue par des mats obliques. Sa coque comporte deux redents.
L'armement défensif est composé de trois mitrailleuses ShKAS de 7,62 mm disposées comme suit :
- une dans une tourelle avant située sous le poste de pilotage,
- une dans une tourelle dorsale située juste derrière l'aile,
- une disposée dans une trappe ventrale s'ouvrant derrière le premier redent.

Le premier prototype est un hydravion à coque pur tandis que le second est un appareil amphibie. À la suite des premiers essais de décollage et d'amerrissage, l'avant de l'appareil est rallongé de 0,3 m et les roues de l'exemplaire amphibie sont enlevées. L'appareil montre un comportement en vol satisfaisant. Cependant, le rayon d'action se révèle insuffisant au regard des exigences des autorités soviétiques.  Le poids conséquent de l'avion est une des causes de ces faibles performances. La mise en production est abandonnée, son concurrent le Tchetverikov MDR-6 lui étant préféré.